# Puyo Puyo Chronicle
Puyo Puyo Chronicle (ぷよぷよクロニクル?), es un videojuego de la serie Puyo Puyo desarrollado por Sonic Team y publicado por Sega, para la Nintendo 3DS, para celebrar el 25º aniversario de la serie. Es la primera y única entrega (hasta el momento) de la serie en representar a sus personajes como modelos 3D en lugar del tradicional 2D.[cita requerida]
Además de contener las modalidades y mecánicas tradicionales de entregas anteriores, este juego añade elementos de RPG con un modo historia y hasta tres compañeros de equipo, y 60 misiones secundarias. Introduce también la nueva protagonista Ally. 

## Modos
Puyo Puyo Chronicle ofrece una serie de mecánicas y modos presentes en entregas anteriores, además de un modo historia en formato RPG.

### Modo RPG
El modo principal. Protagonizado por Arle, quien se vio atraída por un misterioso brillo originado de un libro, siendo trasladada a un otro mundo. Arle conocerá a Ally, quien la acompañará en su aventura por ese nuevo mundo.
El modo historia posee una serie de características:

#### Quest
En el "modo RPG", el juego progresa básicamente al lograr "misiones" que ocurren en varios lugares. La búsqueda tiene una "búsqueda principal" relacionada con el progreso de la historia y una "sub-búsqueda" no relacionada con el progreso de la historia principal, y se puede obtener una recompensa cuando se logra la búsqueda.

#### Batalla de habilidades
La "Batalla de habilidades" comienza cuando tocas un monstruo en el campo. En esta modalidad, si borras Puyos, puedes soltar el ataque sobre tu oponente y atacar. Durante la batalla, los monstruos pueden enviar a Puyos basura al oponente, y si si dichos Puyos basura caen al campo de juego, los PS del personaje disminuirán. Además, cuando los Puyos se acumulan hasta la parte superior del tablero, los PS restante se reducen considerablemente y el campo se reinicia. Los Puyos basura no caerán durante el Offset. Si ganas en batalla, puedes ganar monedas y mejorar al personaje. Además, las semillas de la cadena aparecen en su campo al comienzo de la batalla, los PS/PM siempre se recuperarán completamente después de que termine la batalla. Tocar un monstruo desde atrás en el campo aumenta la "semilla de cadena" que aparece al comienzo de la batalla en una cadena. Por otro lado, si el monstruo es tocado desde atrás, será "inesperado" y Puyo basura caerá al tablero del enemigo y recibirá daño.

#### Habilidades
Cada personaje tiene una "habilidad" diferente, y puede activarse a voluntad al consumir PM mientras se juega. Las habilidades tienen una variedad de efectos, como cambiar el color de los puyos en el tablero y aumentar los poderes del personaje.

#### Equipo
En la batalla de habilidades, se forma un equipo organizando hasta 3 personajes y hasta 4 "Cartas Puyo Puyo". El estado de PS y PM del equipo cambia según el personaje y la organización de las cartas. Cuando un personaje avanza una historia o gana una batalla, el personaje se une al grupo y se puede agregar al equipo del jugador. Además, si matas a un monstruo en el camino, puedes unirte a un grupo. Además, las batallas de "Batalla de habilidades" de "Minna de Puyo Puyo" e "Internet" se llevan a cabo utilizando los datos del equipo creados en el "modo RPG".

#### Cartas de personajes y objetos
Los personajes se pueden fortalecer al equipar con cartas Puyo Puyo que se pueden obtener de las tiendas de la aldea y los cofres del tesoro en el campo. Hay varios tipos de cartas Puyo Puyo que se pueden combinar para crear cartas más fuertes.

#### Batallas de jefe grupales
Hay un modo de "Batalla de jefe con todos" para 2-4 jugadores que colaboran con otros jugadores en las comunicaciones locales para derrotar al jefe. En este modo, puede desafiar el uso de sus datos guardados, y puede obtener una rara "Tarjeta Puyo Puyo" al derrotar al jefe. Las reglas de la batalla son las mismas que para la "Batalla de habilidades" anterior, pero en este modo, cuando se alcanza la "Condición de tiempo de oportunidad" que se muestra al comienzo de la batalla, "Tiempo de oportunidad" (igual que "Modo de fiebre" de "Fiebre de Puyo Puyo") Ocurre por cierto tiempo.

### Un jugador
Modo para un jugador a través de las diferentes reglas y modalidades disponibles.

### Multijugador local
Un modo para batallas entre dos o cuatro jugadores en red local.

### Multijugador en línea
Modalidad para dos o cuatro jugadores en línea en tres reglas diferentes: Skill Battle, Puyo Puyo Dori y Puyo Puyo Fever. Se puede participar en las siguientes modalidades:
- "National Puzzle League", donde se puede jugar uno contra uno, avanzando en el ranking
- "Club" donde se puede jugar entre dos o cuatro jugadores con reglas personalizadas.

### Lecciones
Un modo en el que el jugador puede aprender las reglas básicas y las técnicas de cadena de Puyo Puyo.

### Datos
Hay "tiendas" donde se puede ver los resultados de cada modo, cambiar las opciones y comprar varios artículos (elementos ocultos) usando puntos para jugar. 

## Reglas
El juego dispone de varias reglas, la mayoría de entregas anteriores, entre algunas:
- Puyo Puyo, con las reglas clásicas de Puyo Puyo (límite es la última fila de la tercera columna, sin offset).

- Puyo Puyo Tsu, con las reglas del citado juego (las mismas reglas que el primer juego, con la adición del offset)
- Puyo Puyo SUN, con las reglas de SUN (con la introducción de los SUN Puyos, que otorgan una gran cantidad de puntos al borrar los Puyos adyacentes)
- Puyo Puyo Fever, con las reglas introducidas en esa entrega (límite es la tercera y cuarta columna, modo Fiebre)
- Nazo Puyo, con diversos desafíos de rompecabezas con piezas preestablecidas
- Big Puyo Rush, en el que el panel se reduce a 6x3, y al conectar 3 o más Puyos, desaparecen.
- Chibi Puyo, en el que el panel se incrementa a 10x18, y el objetivo es llegar a una estrella enterrada entre Puyos basura sólidos; al borrarla, enviará infinitos Puyos basura al oponente